# Арьеш

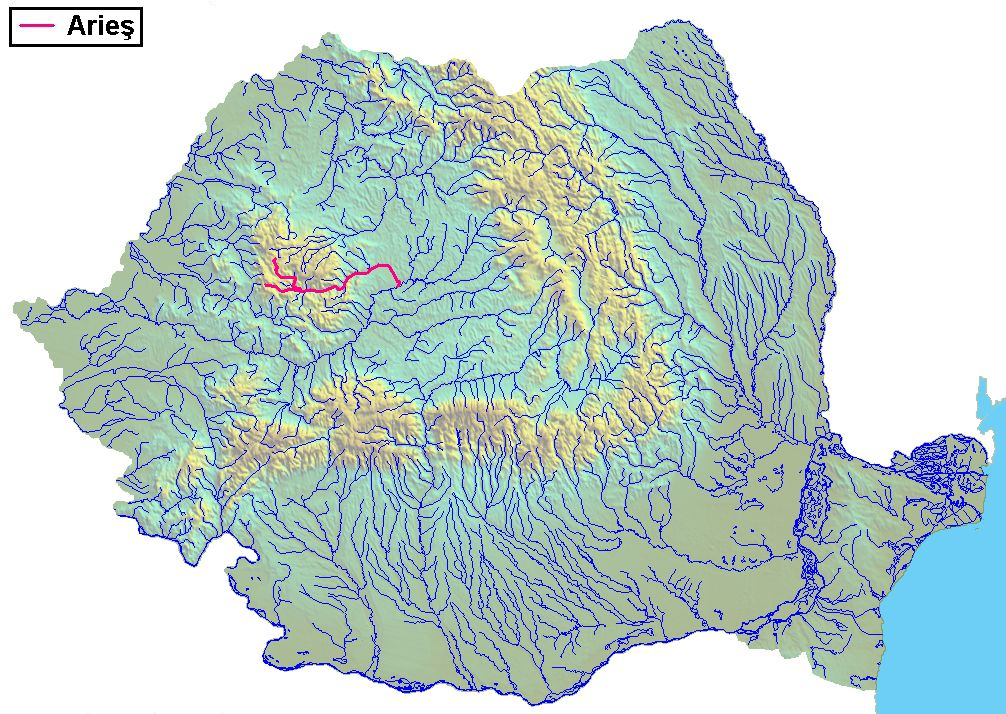
Арьеш на карте Румынии

А́рьеш (Ороньош; рум. Arieș; венг. Aranyos) — река в Румынии, правый приток Муреша, протекает по территории жудецов Алба, Клуж и Муреш. Венгерское название реки означает Золотая река и происходит от золотого песка, который находили в реке.
Длина реки составляет 166 км. Площадь водосборного бассейна — 3005 км².
Арьеш начинается от слияния рек Арьешу-Маре и Арьешу-Мик (Большого и Малого Арьеша) в Западных Румынских горах. Впадает в реку Муреш ниже города Лудуша.
Крупнейшие населённые пункты на реке — города Турда и Кымпия-Турзи.